# Cory Gardner
Cory Gardner (Yuma, 1974. augusztus 22. –) az Amerikai Egyesült Államok szenátora (Colorado, 2015 –). A Republikánus Párt tagja.